# Liste de lieux se référant à l'Arménie
De nombreux villes, villages et rues, partout dans le monde, sont nommés après l'Arménie. Voici une liste non-exhaustive :

## Rues et squares

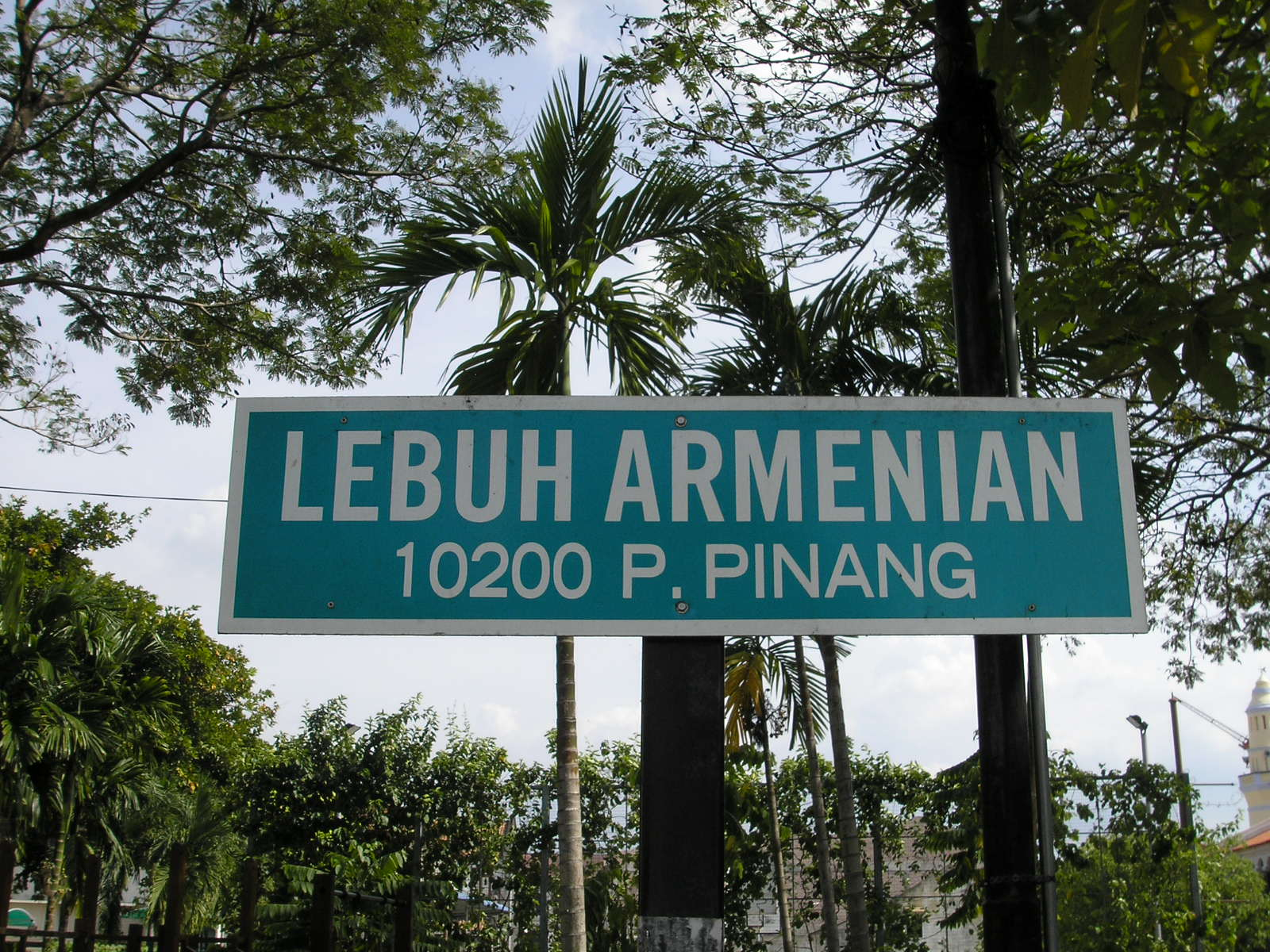
Lebuh Armenian à George Town, Penang, Malaisie

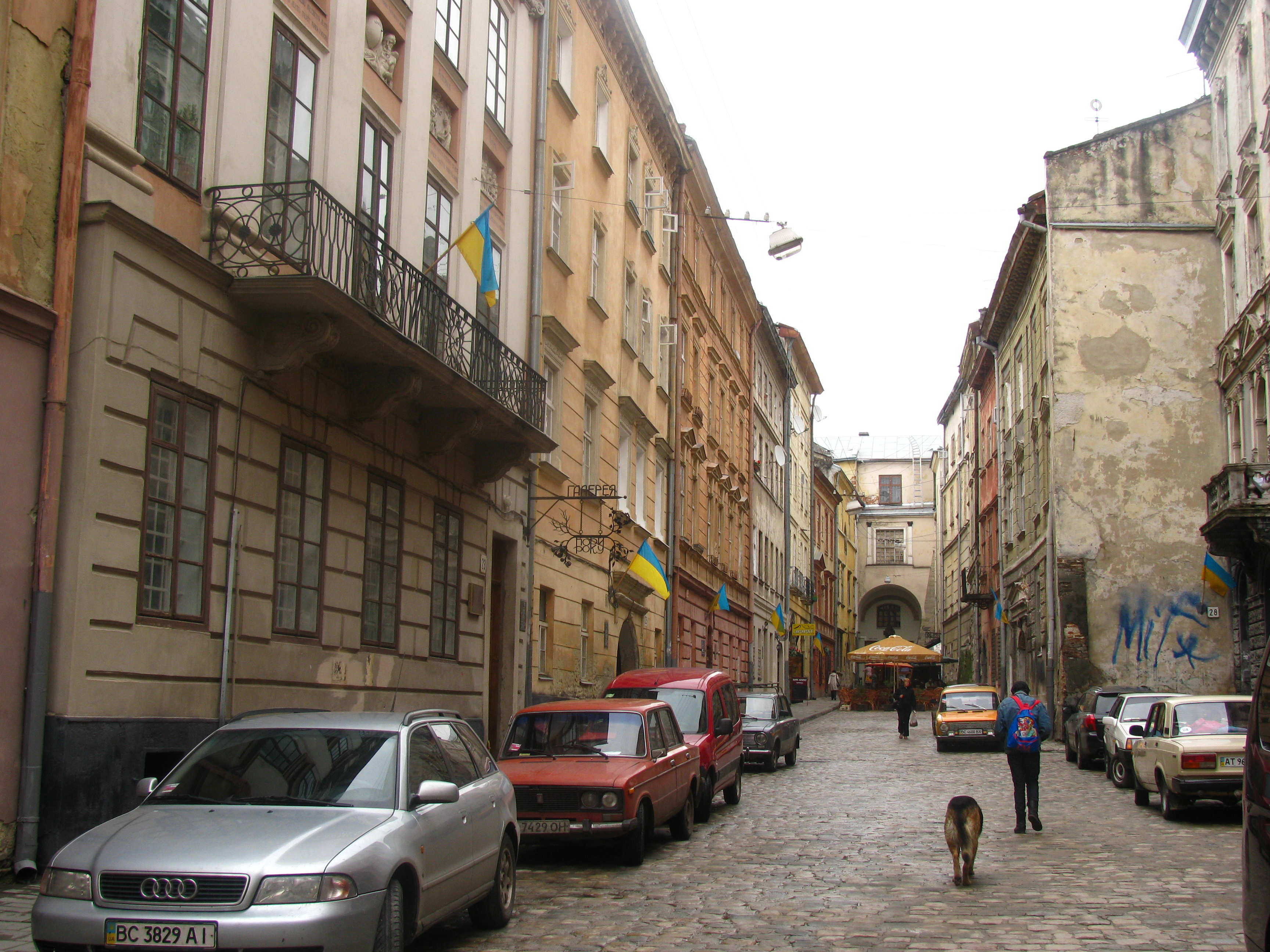
Virmenska vulytsya à Lviv, Ukraine

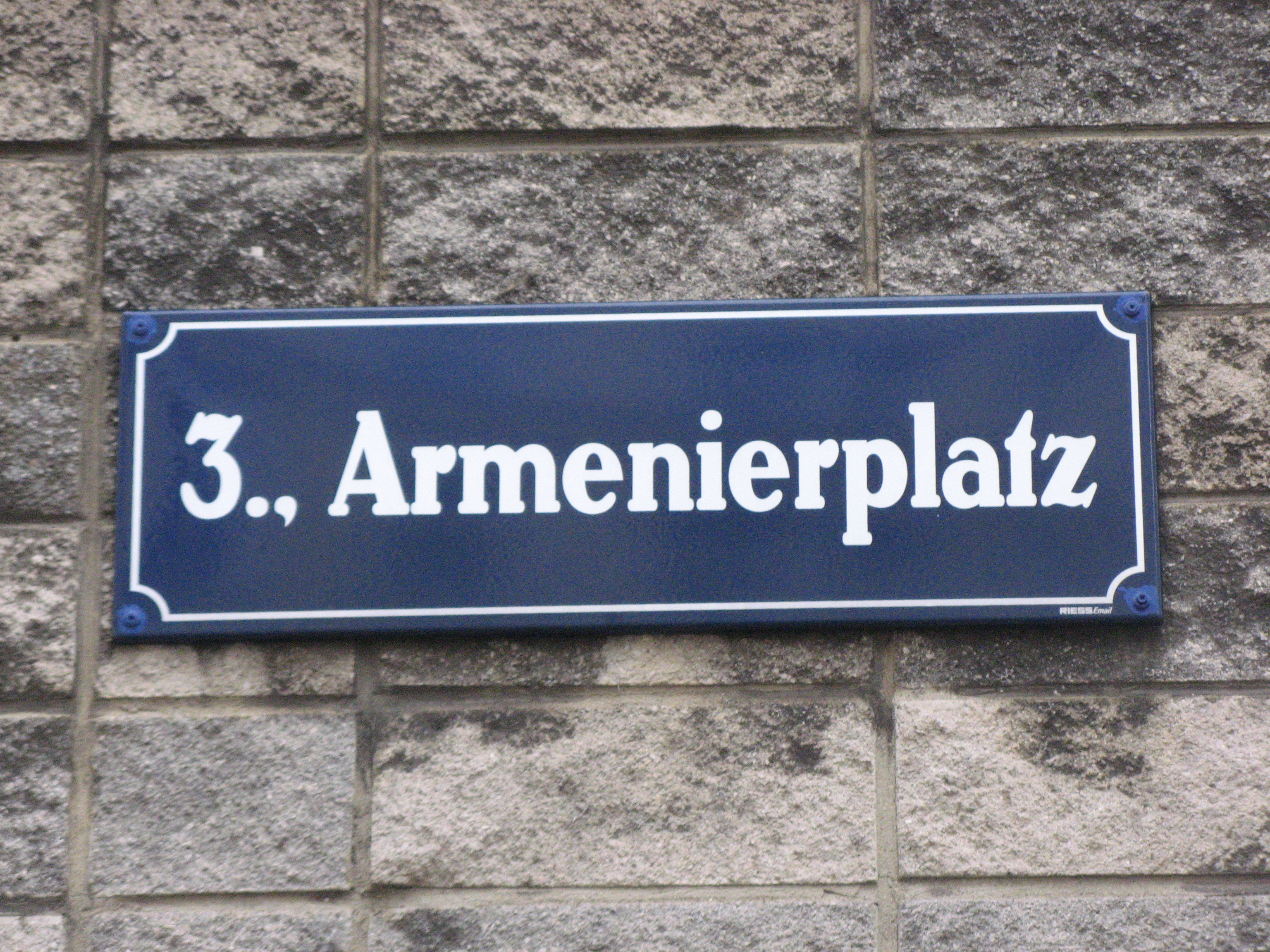
Armenierplatz à Vienne, Autriche

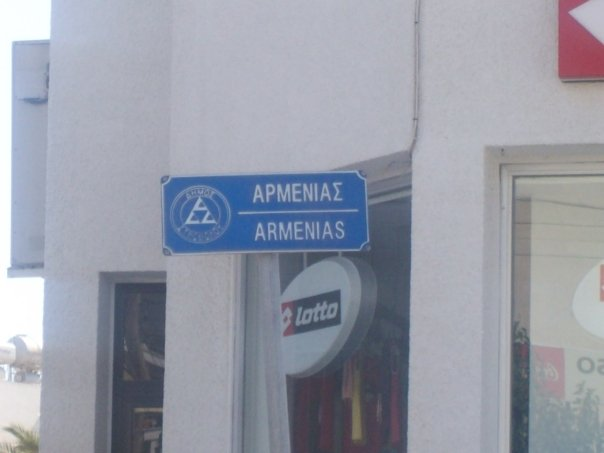
Armenias Street à Nicosie, Chypre

| Nom                                      | Lieu                                | Réf    |
| ---------------------------------------- | ----------------------------------- | ------ |
| Armeensebrug                             | Amsterdam, Pays-Bas                 | [ 1 ]  |
| Armenia Drive                            | Bedford, Nouvelle-Écosse, Canada    | [ 2 ]  |
| Armenische Straße                        | Berlin, Allemagne                   | [ 3 ]  |
| Armenia Street                           | Beyrouth, Liban                     | [ 4 ]  |
| ulice Arménská                           | Bratislava, Slovaquie               | [ 5 ]  |
| ulice Arménská                           | Brno, République tchèque            | [ 6 ]  |
| Strada Armenească                        | Bucarest, Roumanie                  | [ 7 ]  |
| Örmény utca                              | Budapest, Hongrie                   | [ 8 ]  |
| Plaza Inmigrantes de Armenia             | Buenos Aires, Argentine             | [ 9 ]  |
| Calle Armenia                            | Buenos Aires, Argentine             | [ 10 ] |
| Armenian Street                          | Calcutta, Inde                      | [ 11 ] |
| Rue d'Arménie                            | Casablanca, Maroc                   | [ 12 ] |
| Armenian Street                          | Chennai, Inde                       | [ 13 ] |
| Strada Armenească                        | Chișinău, Moldavie                  | [ 14 ] |
| Rue d'Arménie                            | Clamart, France                     | [ 15 ] |
| Rue Armenia                              | Dollard-des-Ormeaux, Québec, Canada | [ 16 ] |
| Calle Armenia                            | El Ejido, Espagne                   | [ 17 ] |
| Avenue d'Arménie                         | Gardanne, France                    | [ 18 ] |
| Zaułek Ormiański                         | Gdańsk, Pologne                     | [ 19 ] |
| Lebuh Armenian                           | George Town, Penang, Malaisie       |        |
| Rue d'Arménie                            | Grenoble, France                    | [ 20 ] |
| Virmenska vulytsya (Вірменська вулиця)   | Kiev, Ukraine                       |        |
| ulice Arménská                           | Kladno, République tchèque          | [ 21 ] |
| Armenikis Ekklisias                      | Larnaca, Chypre                     | [ 22 ] |
| Vulytsya Virmenska (Вулиця Вірменська)   | Lviv, Ukraine                       |        |
| Rue d'Arménie                            | Lyon, France                        | [ 23 ] |
| Plaza Armenia                            | Montevideo, Uruguay                 | [ 24 ] |
| Armyanskiy pereulok (Армянский переулок) | Moscou, Russie                      |        |
| Rue d'Arménie                            | Nice, France                        | [ 25 ] |
| Armenias Street                          | Nicosie, Chypre                     | [ 26 ] |
| Rua Armênia                              | Porto, Portugal                     | [ 27 ] |
| ulice Arménská                           | Prague, République tchèque          | [ 28 ] |
| Plaza Armenia                            | Puerto Williams, Chile              | ,      |
| Rua Armênia                              | Ribeirão das Neves, Brésil          | [ 31 ] |
| Rua Armênia                              | Rio de Janeiro, Brésil              | [ 32 ] |
| Armayanskaya ulitsa (Армянская улица)    | Rostov-sur-le-Don, Russie           | [ 33 ] |
| Rua Armênia                              | São Paulo, Brésil                   | [ 34 ] |
| Rua Armênia                              | São Paulo, Brésil                   | [ 35 ] |
| Rua Armênia                              | São Paulo, Brésil                   | [ 36 ] |
| Calle Armenia                            | Séville, Espagne                    | [ 37 ] |
| Armenian Road                            | Sherman, New York, États-Unis       | [ 38 ] |
| Armenian Street                          | Singapour                           | [ 39 ] |
| ulice Arménská                           | Svitavy, République tchèque         | [ 40 ] |
| North Armenia Avenue                     | Tampa, Floride, États-Unis          | [ 41 ] |
| Rue d'Arménie                            | Valence, France                     | [ 42 ] |
| Armenierplatz                            | Vienne, Autriche                    | [ 44 ] |
| Armayanskaya ulitsa (Армянская улица)    | Vladikavkaz, Russie                 |        |
| Armenias Street                          | Vyronas, Grèce                      | [ 45 ] |
| Ormiańska street                         | Zamość, Pologne                     | [ 46 ] |

## Peuplements

### Amérique
- Armenia, Quindio, Colombie
- Armenia, Antioquia, Colombie
- Armenia, Belize
- Armenia, Équateur
- Armenia, Salvador
- Nueva Armenia, Honduras
- Armenia Bonita, Honduras
- Armenia, Wisconsin
- Armenia Gardens Estates, Tampa, Floride
- Armenia Township, Comté de Bradford, Pennsylvanie
- Little Armenia, East Hollywood, Los Angeles, Californie

### Asie
- Armanitola, Dacca, Bangladesh
- Ermenikend, Bakou, Azerbaïdjan

### Europe
- Armeniș, Roumanie
- Armenoi, Crète, Grèce
- San Lazzaro degli Armeni, Italie
- Armyansk, Crimée, Ukraine
- Armyanskiy, Apsheronskiy, Krasnodar Krai, Russie
- Armyanskiy, Krymskiny, Krasnodar Krai, Russie
- Örményes, Hongrie
- Ormos Armenis, Oia, Grèce[47]
- Urmeniș, Roumanie

## Autres

### Stations de métro
- Armênia, métro de São Paulo

### Parcs
- Armenian Heritage Park, Boston, Massachusetts
- Parc de l'Arménie, Montréal, Canada[48]

### Rivières
- Ormeniș, affluent de la rivière Mureş en Transylvanie, Roumanie
- Ormeniș, affluent de la rivière Olt, Roumanie